# Doom (film)

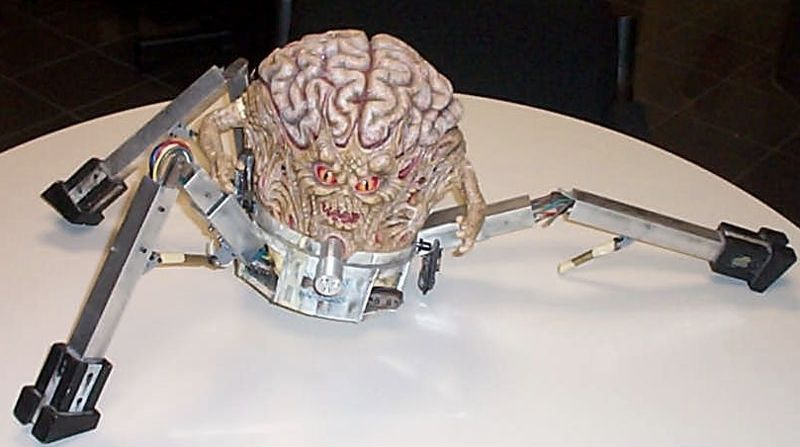
Model van Spider Mastermind

Doom is een sciencefiction-horrorfilm uit 2005, gebaseerd op de gelijknamige computerspelreeks van id Software. De film werd geregisseerd door Andrzej Bartkowiak. De film kreeg van de MPAA de rating R vanwege de hoge mate aan geweld en grof taalgebruik.
De film was geen groot succes.

## Verhaal
Het is het jaar 2046. De mensheid heeft de planeet Mars gekoloniseerd. In een onderzoeksinstituut van de Union Aerospace Corporation rent een groep wetenschappers voor hun leven. Een voor een worden ze gegrepen door een voor de kijker onzichtbaar monster. Alleen Dr. Carmack ontsnapt naar een afgesloten kamer en zendt een SOS-bericht uit. Nauwelijks is hij klaar, of de deur wordt opengebroken door het monster.
Op aarde wordt een groep van acht mariniers opgetrommeld door Sarge om gehoor te geven aan de noodoproep. Het onderzoeksinstituut is inmiddels afgesloten en de 79 medewerkers die er nog zitten mogen niet terugkeren naar de aarde. Terwijl de groep zich klaarmaakt, neemt Sarge een van de mannen, John "Reaper" Grimm, ter zijde. Hij vraagt hem niet mee te gaan omdat zijn zus een van de mensen in het instituut is. Reaper slaat dit verzoek af. Het team reist af naar Mars via een teleportatie-apparaat genaamd de Ark, dat zich bevindt in Area 51. De Ark werd in 2026 ontdekt en al twintig jaar proberen wetenschappers te achterhalen wie hem gebouwd heeft en waarom. Bij aankomst op Mars ontmoet de groep Pinky, een man die door een ongeluk met de Ark zijn onderlichaam is kwijtgeraakt. Tevens ontmoeten ze Reapers zus, Dr. Samantha, die hen inlicht over de situatie.
Het team heeft de opdracht om het gevaar dat in het instituut schuilt te elimineren. John praat met zijn zus en hoort van haar dat men humanoïde restanten heeft gevonden op Mars. Deze restanten hebben een 24e chromosoom, wat deze wezens supersterk maakt en onkwetsbaar voor ziektes. De mariniers doorzoeken de basis en vinden Dr. Carmack. Hij is in shock en kan niet praten. Wanneer de mariniers het instituut verder doorzoeken, komen ze oog in oog te staan met monsterlijke wezens. Het team lijdt een paar verliezen, maar kan ook enkele van de monsters doden.
Door onderzoek naar het stoffelijk overschot van een van de monsters ontdekt de groep dat deze monsters wellicht ooit mensen waren, die door het 24e chromosoom zijn veranderd in monsters. Volgens Dr. Grimm is dit chromosoom onderdeel van de nog onbekende 10% van het menselijk genoom en codeert het voor een gen dat bepaalt of iemand slecht is of niet. De mariniers ontdekken ook dat Dr. Carmack dit chromosoom heeft toegediend bij een gevangene genaamd Curtis Stahl, waarna deze uitbrak. Hij heeft vervolgens meerdere mensen geïnfecteerd.
Na een reeks gevechten met de monsters blijven alleen Sarge, Reaper, The Kid, Duke en Dr. Grimm over. Ze ontdekken dat een monster genaamd "The Baron" (misschien de bron van alle monsters) is ontsnapt naar de aarde via de Ark. Voordat de groep hem achterna reist, neemt Sarge nog een wapen genaamd de “BFG” (Big Fucking Gun) mee.
Terug op aarde ontdekt het team dat de UAC-faciliteit vol ligt met lichamen. Sarge beveelt de groep om alle overlevenden alsnog te doden om te voorkomen dat het virus zich verder verspreidt. Enkele van de slachtoffers zijn al veranderd in zombies. The Kid wordt doodgeschoten door Sarge en Duke komt om in een gevecht met deze zombies. Reaper wordt dodelijk getroffen door een kogel. Om hem te redden dient Dr. Grimm hem het 24e chromosoom toe. De gok pakt goed uit en in plaats van hem in een monster te veranderen geeft het chromosoom Reaper juist bovenmenselijke vaardigheden.
Vanaf hier neemt de film een first-person shooter perspectief aan waarin Reaper de overige monsters bevecht, inclusief de Baron. Daarna switcht het beeld terug naar een normale camerahoek. Reaper haast zich na zijn overwinning op Baron naar de uitgang van het gebouw, alwaar hij Sarge en een bewusteloze Dr. Grimm ontmoet. Reaper ziet dat Sarge ook verwond is en dus misschien geïnfecteerd. De twee mariniers vechten het uit. Tijdens het gevecht verandert Sarge in een monster. Reaper gooit Sarge in de Ark en gooit er een granaat achteraan. De Ark sluit af, waardoor verder reizen onmogelijk wordt. Het lot van Sarge en de UAC-basis op Mars wordt niet onthuld.

## Rolverdeling
| Acteur          | Personage                             | Opmerkingen   |
| --------------- | ------------------------------------- | ------------- |
| Dwayne Johnson  | Sarge                                 | als The Rock  |
| Karl Urban      | John "Reaper" Grimm                   |               |
| Rosamund Pike   | Samantha Grimm                        |               |
| Ben Daniels     | Goat                                  |               |
| Razaaq Adoti    | Duke                                  | als Raz Adoti |
| Richard Brake   | Corporal Dean Portman                 |               |
| Al Weaver       | The Kid                               |               |
| Dexter Fletcher | Pinky                                 |               |
| Brian Steele    | Hell Knight / Curtis Stahl            |               |
| DeObia Oparei   | Destroyer                             |               |
| Yao Chin        | Mac                                   |               |
| Robert Russell  | Dr. Carmack                           |               |
| Daniel York     | Lt. Huengs                            |               |
| Ian Hughes      | Sanford Crosby                        |               |
| Doug Jones      | Dr. Carmack Imp / Sewer Imp / FPS Imp |               |

## Achtergrond

### Productie
Producer John Wells maakte tijdens productie van de film al bekend dat de film een lowbudgetproductie zou worden, en dat er een scène in zou zitten in first-personperspectief als referentie naar de spellen. Tevens maakte hij bekend dat de crew niet te veel wilde vertrouwen op computeranimatie. In plaats daarvan werden er vooral poppen en acteurs gebruikt voor de monsters, wier bewegingen met computeranimatie deels werden bijgeschaafd. De monsters kwamen van Stan Winstons Creature Shop.
De producers wilden niet de film expres minder gewelddadig maken in de hoop dat hij een lagere rating zou krijgen, daar dat volgens hen de intentie van de film teniet zou doen.
Er waren plannen voor een tweede Doom-film indien de eerste succesvol was, maar vanwege het tegenvallende succes is deze nooit gemaakt.

### Ontvangst
Doom ontving vooral negatieve kritieken. De film scoorde 19% op Rotten Tomatoes.
Reacties van fans van de Doom-spellen waren ook negatief. Een veel gehoord punt van kritiek was dat de film de plot van de spellen nauwelijks volgde. In de spellen komen de monsters uit de hel. In de film zijn ze het resultaat van wetenschappelijke experimenten.

## Prijzen en nominaties
In 2006 werd Dwayne Johnson voor zijn rol in Doom genomineerd voor een Golden Raspberry Award in de categorie slechtste acteur. Hij won deze echter niet.